# Kanton Jugon-les-Lacs
Kanton Jugon-les-Lacs (fr. Canton de Jugon-les-Lacs) je francouzský kanton v departementu Côtes-d'Armor v regionu Bretaň. Tvoří ho šest obcí.

## Obce kantonu
- Dolo
- Jugon-les-Lacs
- Plédéliac
- Plénée-Jugon
- Plestan
- Tramain